# اوباس
اوباس (به فرانسوی: Aubas) یک کمون در فرانسه است که در canton of Montignac واقع شده‌است. اوباس ۱۷٫۵۳ کیلومتر مربع مساحت دارد ۷۵ متر بالاتر از سطح دریا واقع شده‌است.